# 테사반

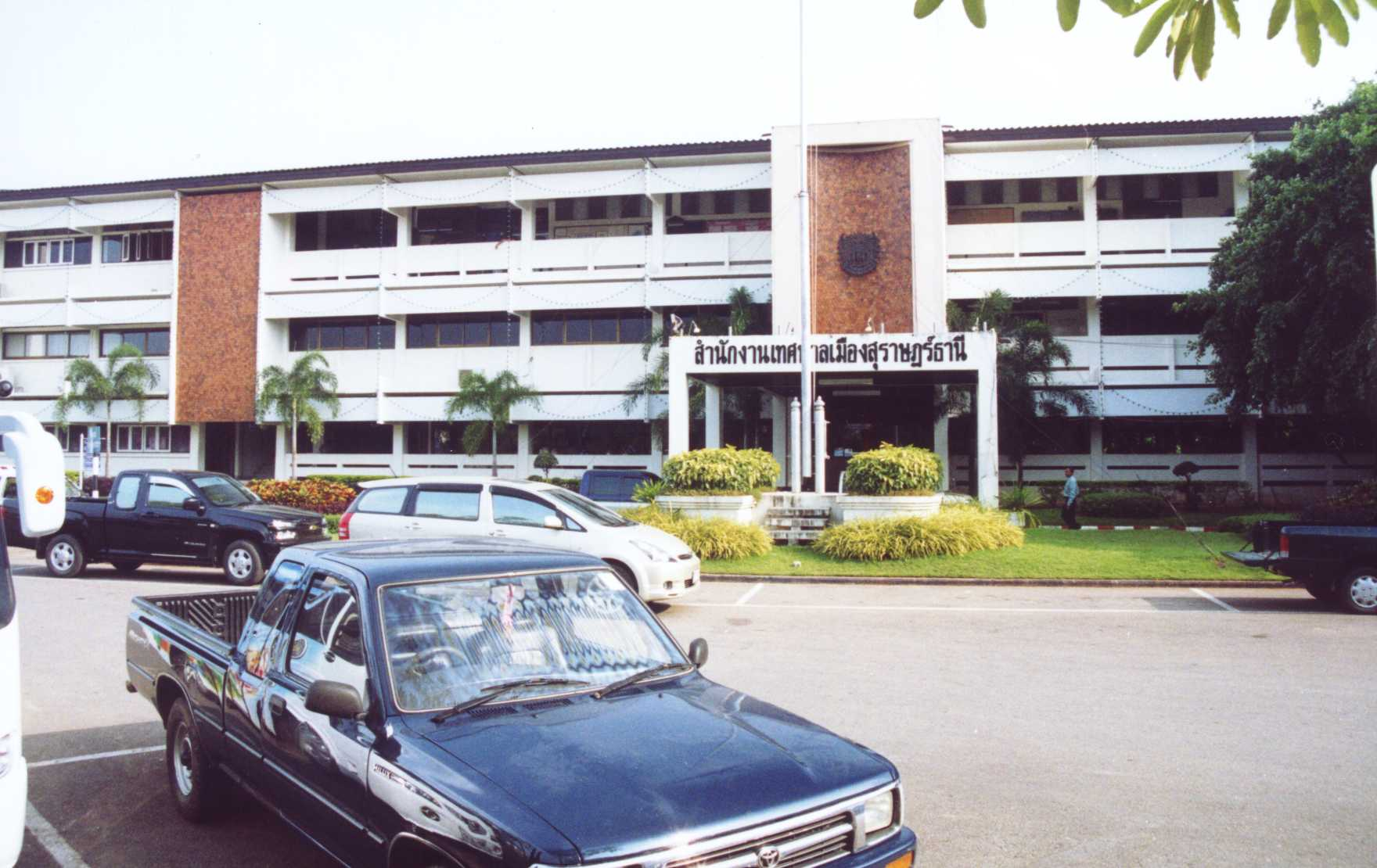
수랏타니 시의 테사반 행정관청

테사반(태국어: เทศบาล, Thesaban)은 태국의 자치체(시, 읍, 면)이다. 세 단 계의 자치체가 있다. 순서대로 테사반 나콘(city), 테사반 므앙(towns), 테사반 땀본(townships)이 있으며, 방콕과 파타야는 테사반 체계를 적용받지 않는다.

## 개요
테사반은 그 지방 행정 단위에 실제로 거주하는 인구 등에 의해서 다음과 같이 3개로 나뉘며 특징은 다음과 같다.
- 테사반 나콘 (태국어: เทศบาลนคร, city)
  - 테사반 므앙 (태국어: เทศบาลเมือง, towns)
    - 테사반 땀본 (태국어: เทศบาลตำบล, townships)

| 종류        | 타이어     | 구성조건 | 의원수 | 위원정수 |
| ----------- | ---------- | --- | ------ | -------- |
| 테사반 나콘 | เทศบาลนคร  | - 인구 5만명 이상, 인구밀도 3,000/km2 이하★ - 자치체로서 기능을 할 수 있는 수입이 있다 - 국왕의 칙령                             | 24명   | 5명      |
| 테사반 므앙 | เทศบาลเมือง | - 인구5만 미만, 1만명이상, 인구밀도 3,000/km2 이하 - 자치체로서 기능을 할 수 있는 수입이 있다. - 국왕의 칙령                     | 18명   | 3명      |
| 테사반 땀본 | เทศบาลตำบล | - 인구1만명 미만, 7,000명 이하, 인구밀도1,500/km2 이하 - 연간 1200만 바트 이상의 수입을 확보할 수 있어야 함 - 주민의 총의에 근거 | 12명   | 3명      |

- ★인구 밀도에 관한 것은 2000년에 폐지되었다. (아래 참조)

이 지자체는 암프(districts)나 땀본(communes)으로부터 일정한 책임을 넘겨받으며, 보통 도시 지역 밖의 시골 지역에 적용된다.
테사반 체계는 1934년에 제정된 《테사반 체계에 관한 법률》(태국어: พระราชบัญญัติจัดระเบียบเทศบาล พุทศักราช ๒๔๗๖)에 근거하며, 그 이후 1939년과 1953년 등 여러 번 개정을 거쳤다. 1953년에 개정된 법은 2003년에 다시 개정을 거쳤다.

## 테사반 나콘
테사반 나콘(태국어: เทศบาลนคร)은 인구 5만명 이상의 도시(city)를 말한다. 또한 지자체의 질을 유지하기 위한 충분한 수입원도 확보할 수 있어야 한다.
1934년 처음에 발표되었을 때, 시의 지위에 대한 자격조건은 3만명에, 인구 밀도 1000/km2이었지만, 1939년에 개정된 법률에서 인구 밀도 2000/km2과 재정적인 필요 조건을 확대하였다. 1953년에 개정된 법률에서는 인구 밀도가 3000/km2으로 늘었다가 2000년 개정 때는 이러한 제한이 없어졌다.

## 테사반 므앙
테사반 므앙(태국어: เทศบาลเมือง)은 보통 읍(town)으로 번역이 되며, 자격조건으로 인구 1만명 이상 그리고 읍의 행정을 유지하기 위한 충분한 소득원이 있어야 한다.
최초로 제정된 것은 1934년이며, 당시의 인구 필요조건은 3,000명 이상 그리고 인구 밀도 1,000/km2이었다. 1939년에는 이러한 필요 인구가 5,000명으로 늘었으며, 인구밀도도 2,000/km2으로 확장되었고, 1953년에 다시 인구 밀도가 3000명으로 늘었다. 인구 밀도에 대한 것들은 2000년에 제한이 폐지되었다. 인구 필요조건은 1953년에 제정된 5,000명을 유지하고 있다.

## 테사반 땀본
테사반 땀본(태국어: เทศบาลตำบล)은 가장 작은 단위의 지방 자치체이다. 땀본(distict)과 비슷한 이름이지만, 개념은 동일하지 않으며, 하나의 땀본 이상으로 확장되기도 한다.
테사반 땀본을 구성하기 위해서는 최소한 5만 바트 이상의 수입원이 필요하며, 인구 센서스의 조사에 의한 인구 5,000명, 인구 밀도 1,500 km2이 필요하다.
현재 대부분의 테사반 땀본은 원래 위생구(수카피반)이었고, 실제로 위의 조건을 충족시키지 못했지만, 1999년 변경된 것이다.

## 같이 보기
- 태국의 하부 행정 구역
- 태국의 주